# Мирко Булајић
Мирко Митко Булајић (Цетиње, 26. јун 1926. – Херцег Нови, 29. децембар 1980.) био је српски сликар и педагог из Црне Горе.

## Биографија
Мирко Митко Булајић је 1947. завршио Умјетничку школу на Цетињу. У Херцег Новом је 1951. завршио Школу примјењене умјетности. Током обрзазовања, на Буајића су највише утицали професори Петар Лубарда и Мило Милуновић.
Крајем 1960-их завршио је Вишу педагошку школу у Никшићу. Бавио се педагошким радом у основној школи и гимназији у Херцег Новом. Радио је и као сценограф у Херцегновском аматерском позоришту.
Сликао је пејзаже, мртве природе (најчешће са рибом), цвеће, марине. На пејзажима, на први поглед фактографске аутентичности, смјењују се бококоторски градићи и рибарска места – Херцег Нови, Росе, Пераст..., херцегновски Шквер, у којем се одвијао живот градића оријентисаног према мору – камена мула, бродићи укотвљени уз пристане, камене куће...

## Најпознатије слике
- Једрилице, 1957.
- Изгубљени, 1957.
- Мотив из Херцег Новог, 1969.
- Буђење космоса, 1970.
- Фантазија, 1972.
- Пролазност, 1972.
- Сјећање, 1976.
- Мачке на крову, 1977.
- Дрво, 1977.
- Крајем седамдесетих, урадио је витраж и два мурала за Институт „Симо Милошевић”, Игало (са Ђорђијем Батом Правиловићем).

## Изложбе

### Самосталне
- Клуб културних и јавних радника, Цетиње (1957)

### Самосталне (постхумне)
- Галерија „Спинакер”, Херцег Нови (1996)
- Галерија „Јосип Бепо Бенковић”, Херцег Нови (2017)
- Галерија солидарности, Котор (2018)
- Модерна галерија „Јово Ивановић”, Будва (2019)

### Колективне
- Рим, Бари, Јереван, Париз, Шарлроа, Хаселт, Турне (Белгија), Копенхаген, Москва, Минск, Кострома (Русија)...

## Уметнички стил
Булајић је почео неговањем сажете ликовне експресије, развијањем симбола и фантастике. Сликао је у маниру модерног класицизма и дискретног експресионизма. На пејзажима, се јављају елементи који отварају пут надреалном, ониричком, фантастичном и метафизичком сликарству, у којем комбинује елементе различитог порекла – симболичког и метафоричког значења. Оно представља окосницу његове препознате ликовне поетике.
У последњим годинама дао је језгровита остварења са наглашеним рефлексима надреализма. Приметан је утицај европског надреализма и северњачког експресионизма. Поштујући композицијске принципе, валерске градације, стишан однос тонова и полутонова, материјализацију, Булајићеве слике баштине класичне ликовно-естетске вредности. Његове слике, кроз симболички садржај, носе поруку упозорења о пролазности људских цивилизација и опомену савременом човеку о неизвесној будућности.

## Награде
- Награда Цетињског ликовног салона „13. новембар” (1969)
- Награда Херцегновског зимског салона (1969, 1973)